# Unseen World
Unseen World—en español: «Mundo invisible»— es el cuarto álbum de estudio de la banda japonesa de hard rock Band-Maid y el primero con la discográfica Pony Canyon. Fue lanzado el 13 de enero de 2021 en plataformas digitales, mientras que una semana después en formato físico.

## Historia
La grabación se realizó durante 2020, en medio de la cuarentena por la pandemia de coronavirus. El lanzamiento del álbum fue anunciado al mismo tiempo que el del single Different, que sirve como opening de la tercera temporada del anime Log Horizon, pero al ser este parte de la anterior discográfica, Nippon Crown, no fue incluido en el álbum. 

## Portada del álbum
La portada del álbum está protagonizada por los dedos de las cinco miembros de la banda.

## Lista de canciones
Todas las canciones, excepto la 13 (instrumental), fueron escritas por Miku Kobato. La música fue escrita, arreglada y producida por Band-Maid.
| CD (edición normal) |                                         |          |  |
| N.º                 | Título                                  | Duración |  |
| 1.                  | «Warning!»                              | 4:20     |  |
| 2.                  | «No God»                                | 4:11     |  |
| 3.                  | «After Life»                            | 3:24     |  |
| 4.                  | «Manners»                               | 3:51     |  |
| 5.                  | «I Still Seek Revenge.»                 | 3:03     |  |
| 6.                  | «H-G-K»                                 | 3:08     |  |
| 7.                  | «Ruiseñor (Sayonakidori, サヨナキドリ)» | 4:34     |  |
| 8.                  | «Why Why Why»                           | 3:38     |  |
| 9.                  | «Chemical Reaction»                     | 4:10     |  |
| 10.                 | «Giovanni»                              | 4:18     |  |
| 11.                 | «Honkai (本懐)»                         | 3:17     |  |
| 12.                 | «Black Hole»                            | 3:06     |  |
| 13.                 | «Without Holding Back (Instrumental)»   | 3:35     |  |
| 47:12               |                                         |          |  |

| CD (primera edición limitada) / digital |                                         |          |  |
| N.º                                     | Título                                  | Duración |  |
| 1.                                      | «Warning!»                              | 4:20     |  |
| 2.                                      | «No God»                                | 4:11     |  |
| 3.                                      | «After Life»                            | 3:24     |  |
| 4.                                      | «Manners»                               | 3:51     |  |
| 5.                                      | «I Still Seek Revenge.»                 | 3:03     |  |
| 6.                                      | «H-G-K»                                 | 3:08     |  |
| 7.                                      | «Ruiseñor (Sayonakidori, サヨナキドリ)» | 4:34     |  |
| 8.                                      | «Why Why Why»                           | 3:38     |  |
| 9.                                      | «Chemical Reaction»                     | 4:10     |  |
| 10.                                     | «Giovanni»                              | 4:18     |  |
| 11.                                     | «Honkai (本懐)»                         | 3:17     |  |
| 12.                                     | «Black Hole»                            | 3:06     |  |
| 43:37                                   |                                         |          |  |

## Personal
BAND-MAID
- Saiki Atsumi – voz (excepto en la canción 7)
- Miku Kobato – guitarra rítmica, voz
- Kanami Tōno – guitarra líder
- Misa – bajo
- Akane Hirose – batería